# Імамов Алікул
Алікул Імамов (1910, тепер Таджикистан — ?) — радянський таджицький державний діяч, секретар ЦК КП Таджикистану, заступник голови Ради міністрів Таджицької РСР, міністр культури Таджицької РСР. Депутат Верховної ради Таджицької РСР.

## Життєпис
Член ВКП(б) з 1932 року.
У 1945—1946 роках — в апараті ЦК КП(б) Таджикистану.
У 1946 — 15 грудня 1951 року — заступник голови Ради міністрів Таджицької РСР.
Одночасно до 15 грудня 1951 року — начальник Управління у справах мистецтв при Раді міністрів Таджицької РСР.
З грудня 1951 року — в апараті ЦК КП(б) Таджикистану.
У квітні 1952 — 16 липня 1954 року — завідувач відділу науки та вищих навчальних закладів ЦК КП Таджикистану.
16 липня 1954 — 14 січня 1958 року — секретар ЦК КП Таджикистану.
У січні 1958 — 1963 року — міністр культури Таджицької РСР.
Подальша доля невідома.

## Нагороди та відзнаки
- орден Трудового Червоного Прапора (23.10.1954)
- медалі
- Почесні грамоти Президії Верховної ради Таджицької РСР